# آخرین ملکه (مجموعه تلویزیونی)
آخرین ملکه (به کره‌ای: 황후의 품격; انگلیسی: The Last Empress) یک مجموعهٔ تلویزیونی ۲۰۱۸ کره جنوبی است که جانگ نارا، چوی جین هیوک، شین سونگ روک، لی الیجا و شین اون کیونگ در آن به ایفای نقش پرداخته‌اند. این سریال از ۲۱ نوامبر ۲۰۱۸ تا ۲۱ فوریهٔ ۲۰۱۹، روزهای چهارشنبه و پنجشنبه ساعت ۲۲:۰۰ (کی‌اس‌تی) برای ۵۲ قسمت از اس‌بی‌اس پخش شد.
این سریال برای ۴۸ قسمت برنامه‌ریزی شده بود، ولی به‌دلیل محبوبیت به ۵۲ قسمت افزایش یافت. این مجموعه از بینندگان امتیازهای بالایی را به‌دست‌آورد. آخرین ملکه در قسمت بیست و چهارم خود در تاریخ ۲۷ دسامبر ۲۰۱۸، در سراسر کشور کره جنوبی موفق به کسب ۱۷٫۹٪ رأی شد و آن را به بالاترین امتیاز مینی سریال روزهای هفته تلویزیون کره در سال ۲۰۱۸ تبدیل کرد. این رکورد قبلاً در دست درام بازگشت بود.

## خلاصهٔ داستان
سریال آخرین ملکه در دنیای امروزی در‌حالی‌که کشور کرهٔ جنوبی به‌صورت پادشاهی مشروطه اداره می‌شود در جریان است.
اوه سانی (جانگ نارا) یک بازیگر موزیکال است که طی اتفاقاتی با امپراتور (شین سونگ-روک) ملاقات کرده و با او ازدواج می‌کند، این ازدواج باعث آغاز یک جنگ قدرت بزرگ، در کاخ سلطنتی می‌شود.
او در قصر به‌دنبال عشق و شادی واقعی است اما هیچ‌چیز آن‌طور که به نظر می‌رسید نیست؛ اوه سانی مصمم است با کمک نا وانگ-شیک (چوی جین-هیوک) فرماندهٔ گارد سلطنتی، پرده از جنایات خانوادهٔ امپراتوری بردارد و خاندان فاسد سلطنتی را سرنگون کند. او در داخل کاخ سلطنتی می‌جنگد تا از کسانی که دوستشان دارد محافظت کند.

## بازیگران

### اصلی
- جانگ نارا: در نقش اوه سانی (۳۰ ساله)
  - به عنوان ملکه امپراتوری کره، همسر دوم لی هیوک
    - او یک بازیگر موزیکال است که ناگهان در یک شب بعد از ازدواج با امپراتور، بسیار مشهور می‌شود او تلاش می‌کند تا حقیقت مرگ ملکه سابق (سو هی یون) و ملکهٔ بزرگ را کشف کند و خانوادهٔ فاسد سلطنتی را سرنگون کند.
- چوی جین هیوک: در نقش نا وانگ شیک/ چون وو بین (۳۱ ساله)
  - به عنوان فرماندهٔ گارد سلطنتی
    - او می‌خواهد انتقام مرگ مادرش را از خانواده سلطنتی بگیرد. وی برای نفوذ به خانواده امپراتوری، هویت خود را به چون وو بین تغییر می‌دهد و با مهارت‌های جنگی بی‌نظیر به محافظ معتبر امپراتور تبدیل می‌شود.
- شین سونگ روک: در نقش لی هیوک (۳۳ ساله)
  - به عنوان امپراتور کره، مردی با قدرت مطلق و شوهر اوه سانی
    - یک حاکم مقتدر که مورد احترام مردم است. او با استعداد و سخنور است، اما در زیر ظاهر دلپذیر او یک شخصیت پلید و شیطانی نهفته شده است.
- لی الیجا: در نقش مین یورا (۲۹ ساله)
  - به عنوان رئیس تیم منشی‌های سلطنتی امپراتور، معشوق قدیمی نا وانگ شیک و معشوق لی هیوک
    - او زودرنج، قاطع و حریص است. مورد اعتماد امپراتور قرار می‌گیرد و عاشق و معشوقه مخفی او می‌شود.
- شین اون کیونگ: در نقش کانگ اون ران
  - به عنوان ملکه مادر امپراتوری کره، مادر لی هیوک
    - زنی نترس و قدرتمند که اقتدار مطلق در کاخ را در اختیار دارد و به شدت از وضعیت خود محافظت می‌کند.